# Ципорі (Душетський муніципалітет)
Ципорі (груз. წიფორი) — село в Грузії.
За даними перепису населення 2014 року в селі проживає 3 осіб.